# Sigurveig Jónsdóttir
Sigurveig Jónsdóttir (* 10. Januar 1931; † 3. Februar 2008) war eine isländische Schauspielerin.

## Filmografie
- 1980: Land og synir
- 1985: Fastir liðir: eins og venjulega
- 1985: Hvítir mávar
- 1985: Löggulíf
- 1986: Stella í orlofi
- 1990: Áramótaskaupið 1990
- 1991: Áramótaskaupið 1991
- 1991: Möwengelächter
- 1993: Áramótaskaupið 1993
- 1995: Agnes
- 1996: Devil’s Island (Djöflaeyjan)
- 1999: Ungfrúin góða og húsið
- 2000: Ikingut – Die Kraft der Freundschaft (Ikíngut)
- 2001: No Such Thing